# Stanisław Walewski (zm. 1770)
Stanisław Walewski herbu Kolumna (zm. 13 czerwca 1770 roku) – kasztelan spycimierski w latach 1768–1770, chorąży radomszczański w latach 1764–1768, stolnik sieradzki w latach 1760–1764.
W 1764 roku był elektorem Stanisława Augusta Poniatowskiego z województwa sieradzkiego.